# Argençola
Argençola est une commune de la province de Barcelone, en Catalogne, en Espagne, de la comarque d'Anoia

## Géographie
Commune située entre Barcelonne et Lérida

## Lieux et monuments
- Carbasí zone naturelle d'importance communautaire.

## Personnalités
- Thérèse Jornet e Ibars